# Shilian
Shilian (kinesiska: 石莲) är en köping i sydvästra Kina. Den ligger i stadsdistriktet Nanchuan, i storstadsområdet Chongqing, omkring 64 kilometer sydost om det centrala stadsdistriktet Yuzhong. Antalet invånare är 5153. Befolkningen består av 2 537 kvinnor och 2 616 män. Barn under 15 år utgör 18,0 %, vuxna 15-64 år 63 %, och äldre över 65 år 17,0 %.